# 2011年亞洲冬季運動會蒙古代表團
2011年亞洲冬季運動會蒙古代表團是蒙古國派出的2011年亞洲冬季運動會代表團。該國在班迪球項目贏得史上首面亞冬會銀牌，此外該國還取得四枚銅牌，共獲得五面獎牌。